# Pidurangala

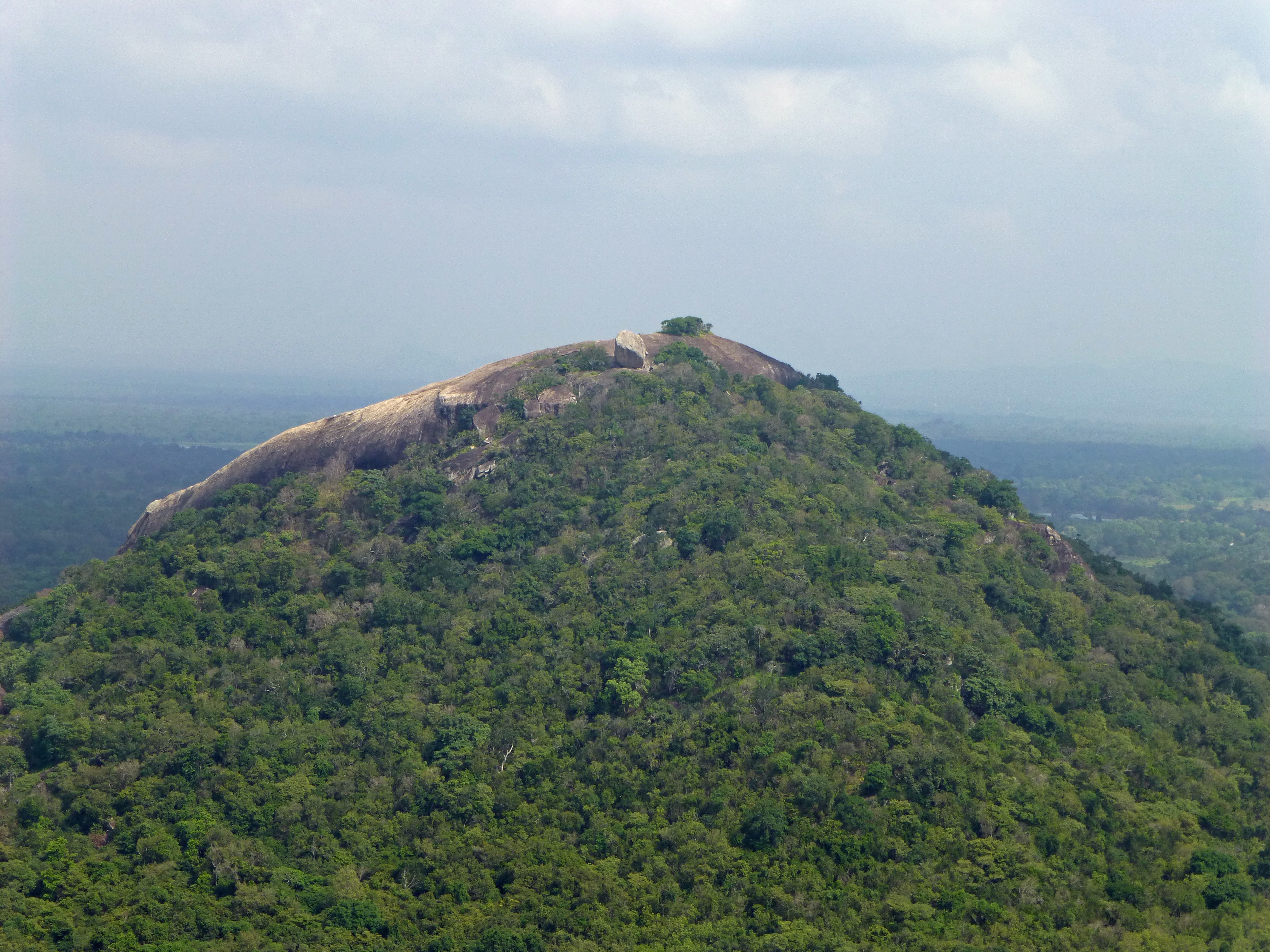
Pidurangala vu depuis Sigirya

Pidurangala est un promontoire rocheux situé au centre du Sri Lanka, dans le district de Matale, à environ 1 km au nord d'un rocher plus connu, celui de Sigiriya. Ces pics dénudés s'élèvent brusquement au milieu des plateaux de faible altitude qui prolongent le massif montagneux du centre du pays.
Sur l'emplacement d'un ancien monastère bouddhiste, Pidurangala est aussi un site archéologique. Des grottes abritent un temple, Sigiri Pidurangala Raja Maha Viharaya, qui aurait été construit par le roi Kashyapa au Ve siècle, et la statue monumentale en brique d'un bouddha couché.

## Galerie

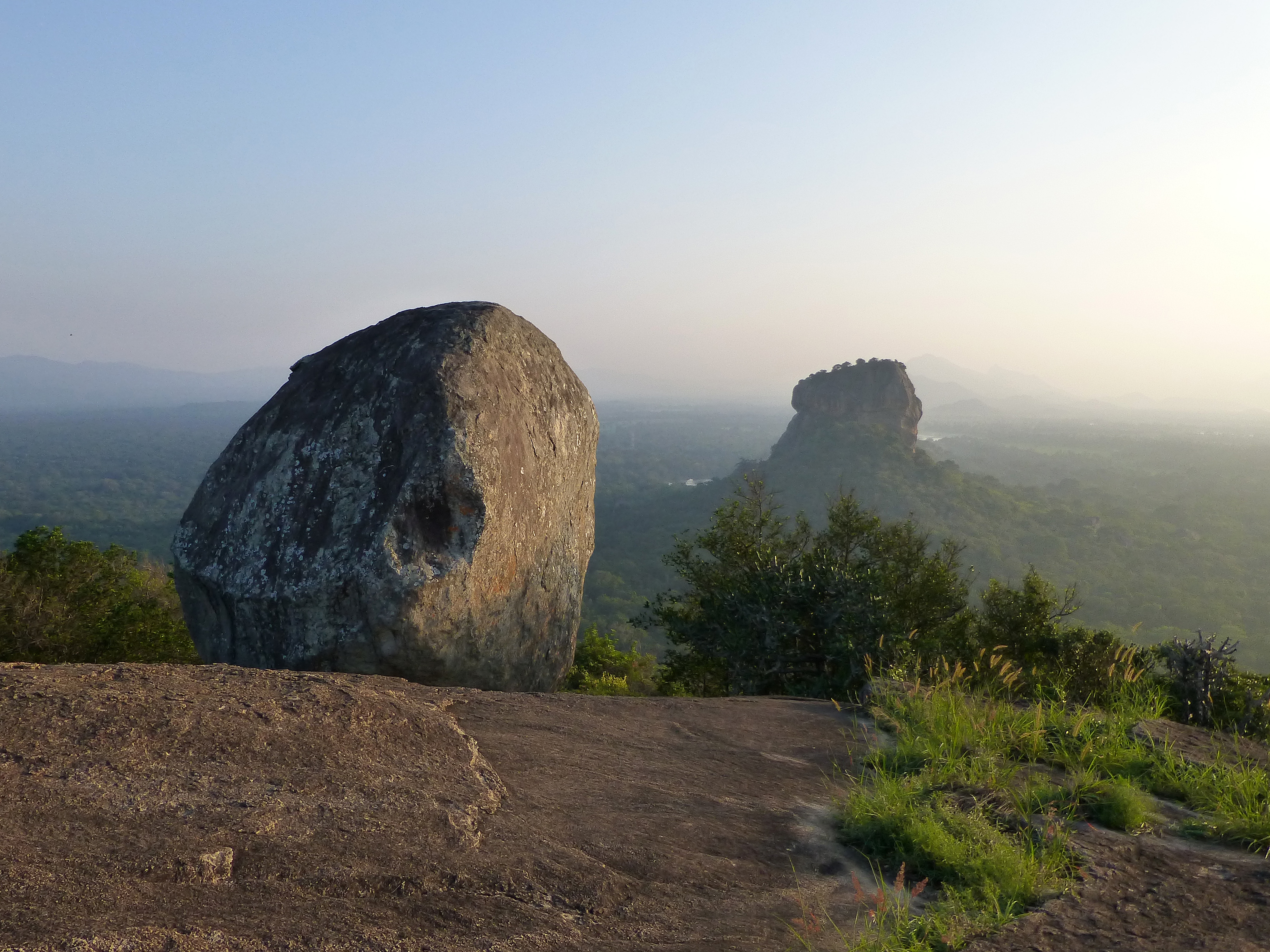
Le rocher de Sigiriya vu depuis Pidurangala
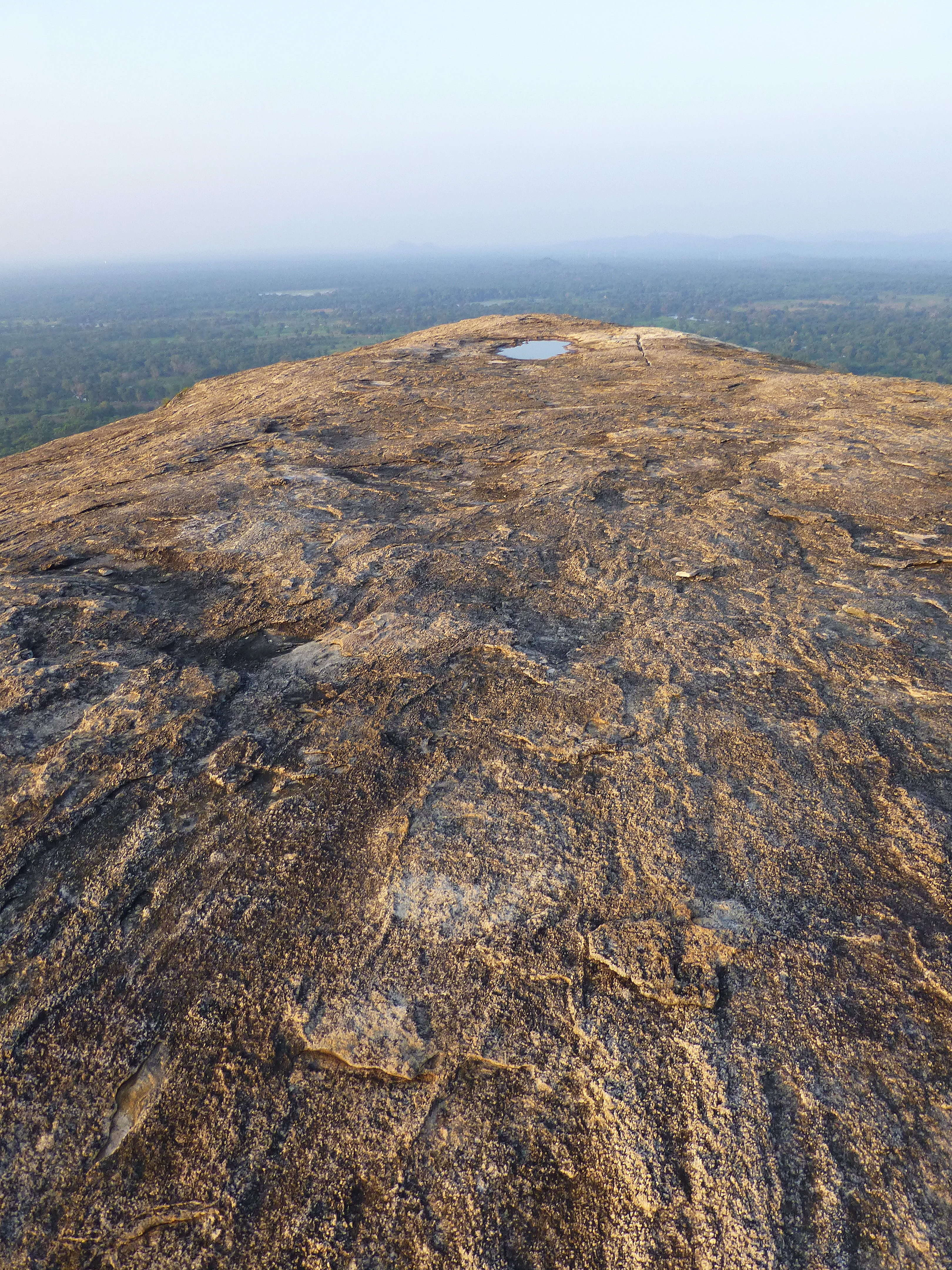
Sommet et panorama
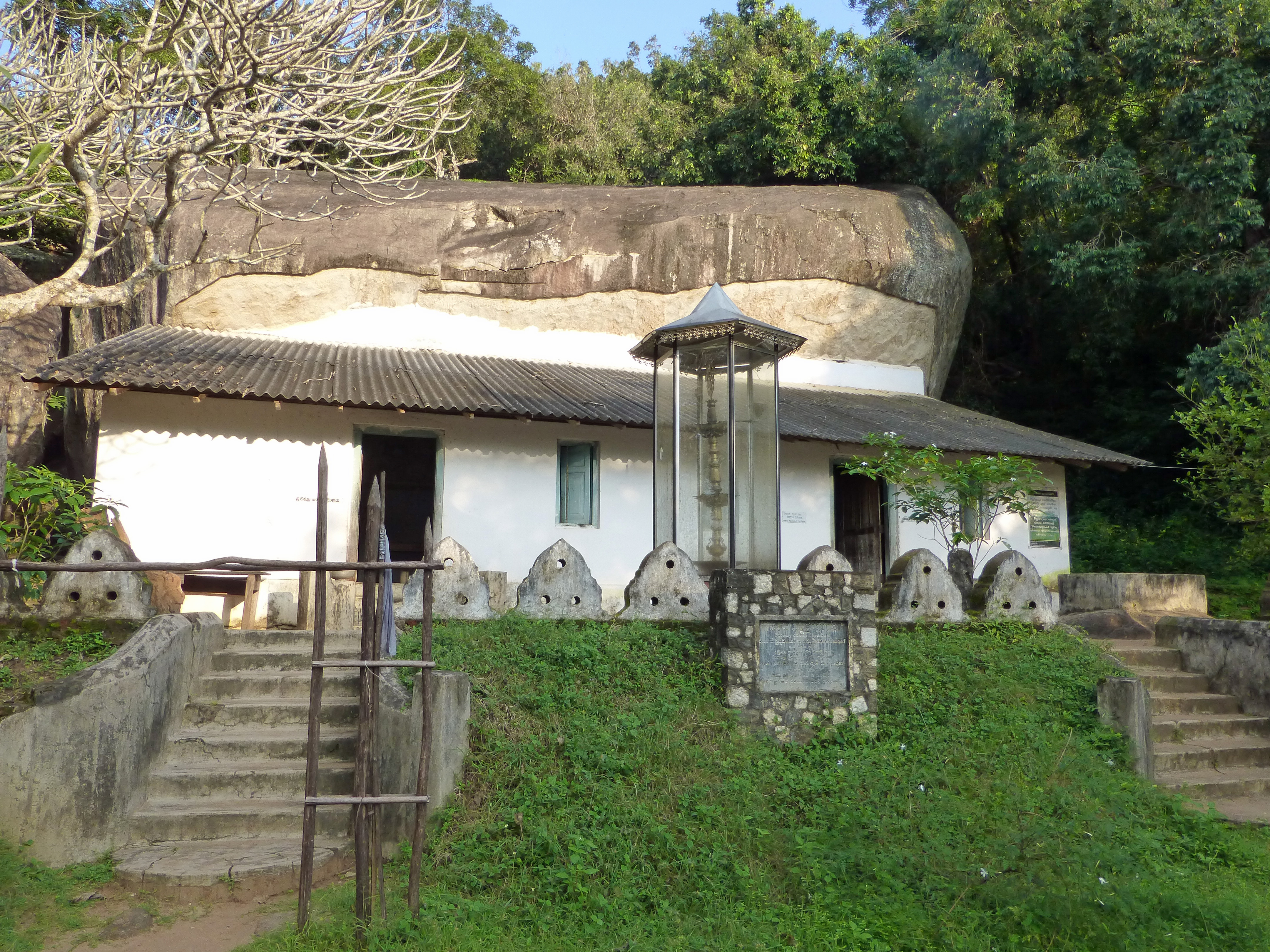
Entrée du temple au pied du rocher
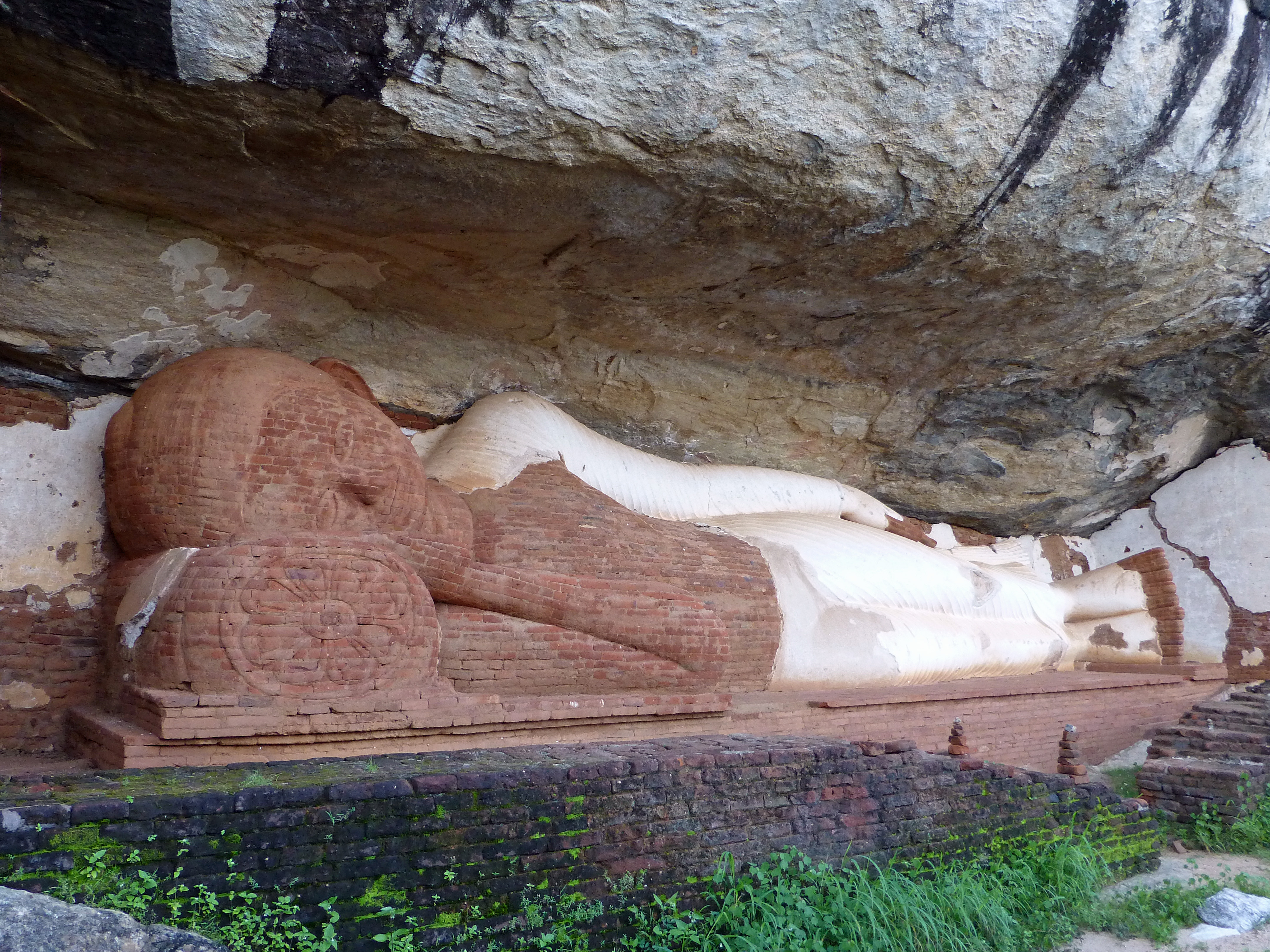
Bouddha couché en brique